# Eristalinus selectans
Eristalinus selectans är en tvåvingeart som först beskrevs av Charles Howard Curran 1931.  Eristalinus selectans ingår i släktet slamflugor, och familjen blomflugor. Inga underarter finns listade i Catalogue of Life.